# Superficie normale
In geometria, le superfici normali costituiscono uno strumento importante per l'analisi delle 3-varietà. Furono introdotte dal matematico tedesco Hellmuth Kneser negli anni trenta nella dimostrazione della prima parte del teorema di Kneser-Milnor. La teoria delle superfici normali fu sviluppata successivamente da Wolfgang Haken.

## Definizione

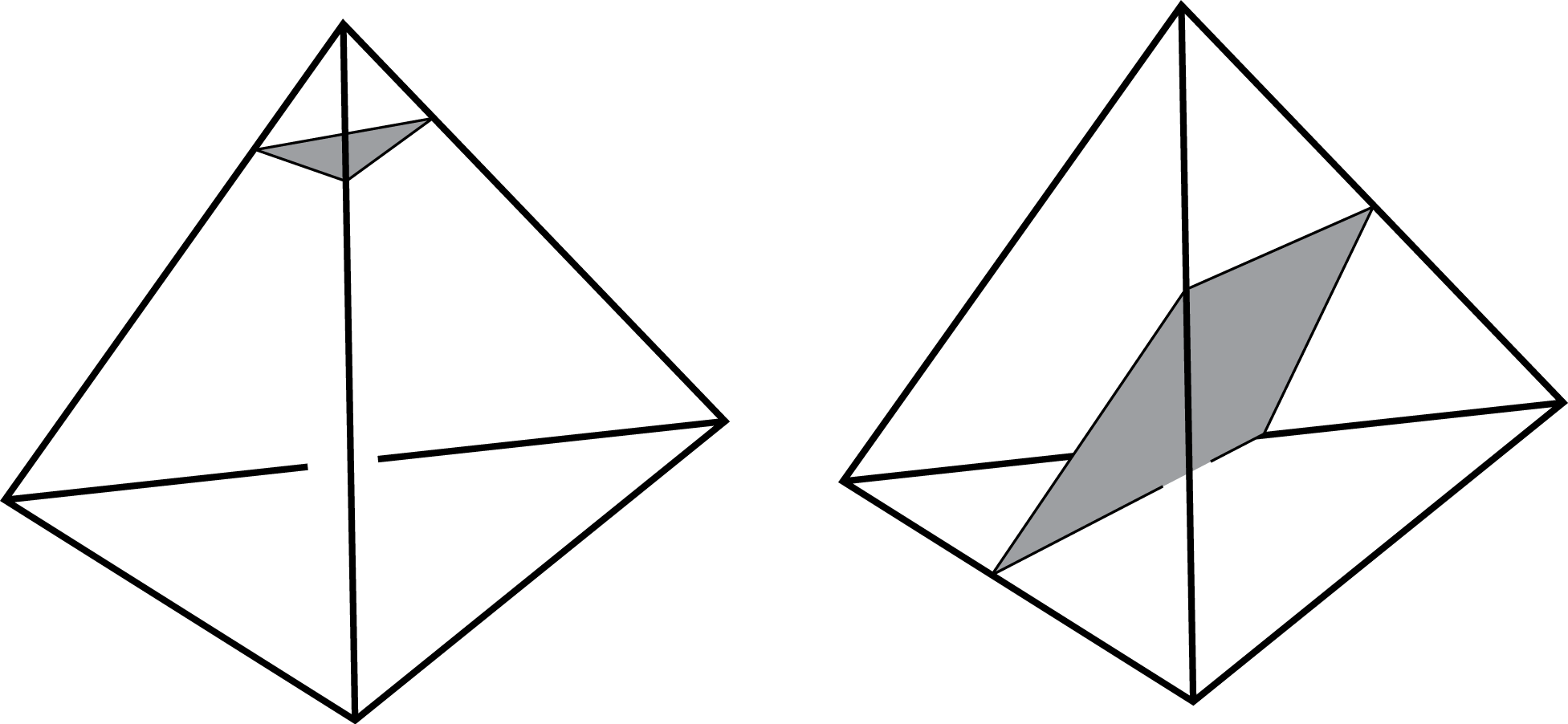
Una superficie normale interseca ogni tetraedro della triangolazione in triangoli e quadrati di questo tipo. Esistono 4 tipi di triangoli (uno per ogni vertice) e 3 di quadrati (uno per ogni coppia di spigoli opposti).

Sia {\displaystyle M} una 3-varietà chiusa, dotata di una triangolazione. Una superficie normale è una superficie contenuta in {\displaystyle M}, che interseca ogni simplesso della triangolazione in triangoli o quadrati, come in figura.
La superficie può intersecare ogni singolo tetraedro in un numero variabile di triangoli e/o quadrati di questo tipo.
La definizione è ovviamente fortemente dipendente dalla triangolazione fissata sulla 3-varietà: una superficie può essere normale rispetto ad una triangolazione, e non esserlo rispetto ad un'altra.

## Proprietà
Le superfici normali permettono di studiare le superfici più importanti contenute in una 3-varietà in modo combinatorio e algoritmico. 

### Superfici incompressibili ed essenziali
Fra le superfici normali si trovano molte superfici importanti. I casi più rilevanti sono i seguenti:
1. Se la 3-varietà non è irriducibile, esiste almeno una superficie normale che è una sfera non bordante una palla.
2. Se la 3-varietà è irriducibile, ogni superficie incompressibile è isotopa ad una superficie normale.

### Codifica
Le superfici normali possono essere agevolmente codificate. Ogni tetraedro ha infatti 4 tipi possibili di triangoli (uno per ogni vertice) e 3 tipi di quadrati (uno per ogni coppia di spigoli opposti). L'intersezione di una superficie con un simplesso è quindi determinata da sette valori {\displaystyle z_{1},z_{2},\ldots z_{7}}, indicanti il numero di triangoli e quadrati paralleli di ogni tipo. Una superficie normale è quindi determinata da {\displaystyle 7n} interi non negativi, dove {\displaystyle n} è il numero di tetraedri nella triangolazione.
Non tutte le possibili scelte di {\displaystyle 7n} interi non negativi danno luogo ad una superficie normale. Sono necessarie le seguenti condizioni:
1. Il numero totale di triangoli e quadrati adiacenti ad uno spigolo della triangolazione deve essere lo stesso per tutti i tetraedri incidenti. Questa condizione è scrivibile con equazioni lineari nelle {\displaystyle z_{i}}.
2. La superficie non si auto-interseca: ogni tetraedro deve contenere quadrati dello stesso tipo, e non di più tipi diversi (poiché questi si intersecano).